# 4 Romance
4 Romance (ฝัน-หวาน-อาย-จูบ, Fan-Waan-Aai-Joop) è un film thailandese del 2008 in quattro episodi.
Trattasi di una commedia romantica composta da quattro segmenti, ognuno con un suo regista: Joop (จูบ, "Bacio") di Rachain Limtrakul, Aai (อาย, "Timido") di Bhandit Thongdee, Waan (หวาน, "Dolce", oltre che essere il nome di uno dei protagonisti) di Prachya Pinkaew e Fan (ฝัน, "Sogno") di Chukiat Sakveerakul.

## Trama

### Joop
Lothario è un ragazzo innamorato di Gaga, ragazza del suo amico Beaver. Quando i due si baciano e Beaver lo viene a sapere, quest'ultimo sfida l'amico ad un incontro di pugilato, dove solo il vincitore potrà stare con la ragazza.

### Aai
Tong, una ricca ragazza di città, si reca in una remota isola tropicale per aprire un centro di resort e spa. Quando arriva e va a fare un giro turistico, è shockata nello scoprire che la guida del posto è il suo ex fidanzato Durian, che l'aveva lasciata senza dire una parola.

### Waan
Shane e Waan sono una coppia sposata di mezz'età. Quando Shane deve partire per un viaggio di lavoro, chiede alla moglie di andare con lui, ma lei si rifiuta, aggiungendo che è meglio che non ritorni proprio. Shane sarà costretto a ripensare alla sua adolescenza per comprendere il motivo di tutto ciò.

### Fan
Tonkaw è ossessionata dalla boy band August, tanto da arrivare ad immaginare di vivere avventure magiche immaginarie insieme ai membri del gruppo. Per quanto impossibile, quando la band viene trasformata in dei cartoni animati dalla persona a cui hanno venduto l'anima, sarà proprio Tonkaw l'elemento fondamentale per riportare tutto alla normalità.

## Distribuzione e accoglienza
4 Romance è stato proiettato nei cinema thailandesi il 25 dicembre 2008, guadagnando un totale di $1,424,592.